# Ramganga
La Ramganga est une rivière affluente du Gange. 

## Géographie
Elle a un parcours de 560 km de longueur. Elle prend sa source à Kumaun Himalaya, et se termine dans le Gange à 80 km de Ibrahimpur.